# Moez Chakchouk
Moez Chakchouk (arabe : معز شقشوق), né le 12 juillet 1975 à Sousse, est un ingénieur, homme politique, haut fonctionnaire et expert international tunisien en gouvernance d'Internet.
Président-directeur général de la Poste tunisienne de 2015 à 2018, il occupe de 2018 à 2020 le poste de sous-directeur général pour la communication et l'information à l'Unesco, avant de devenir ministre du Transport et de la Logistique de 2020 à 2021.

## Biographie

### Études
Originaire de Ksour Essef (gouvernorat de Mahdia), Moez Chakchouk est docteur en mathématiques appliquées et en télécommunications de l'université Paris-Descartes et de l'université de Tunis - El Manar en 2009.
Ingénieur principal diplômé de l'École supérieure des postes et des télécommunications de Tunis en 1998, il détient aussi un DEA en systèmes de télécommunications de l'École nationale d'ingénieurs de Tunis obtenu en 2001.

### Carrière de directeur
En 1998, Moez Chakchouk commence sa carrière en tant qu'ingénieur de recherche au sein d'une équipe recherche et développement au Centre d'études et de recherche des télécommunications (CERT). Entre 2003 et 2005, il est chef du projet RACINES (Représentation, analyse et communication d'images numériques). En 2005, il quitte le CERT pour rejoindre l'Instance nationale des télécommunications, au poste de chef du département technique, puis est promu directeur de l'interconnexion et de l'accès. En mai 2010, il est nommé chargé de mission auprès du cabinet du ministre des Technologies de la communication, responsable du chantier stratégique du développement du secteur des télécommunications et de la promotion du haut débit.

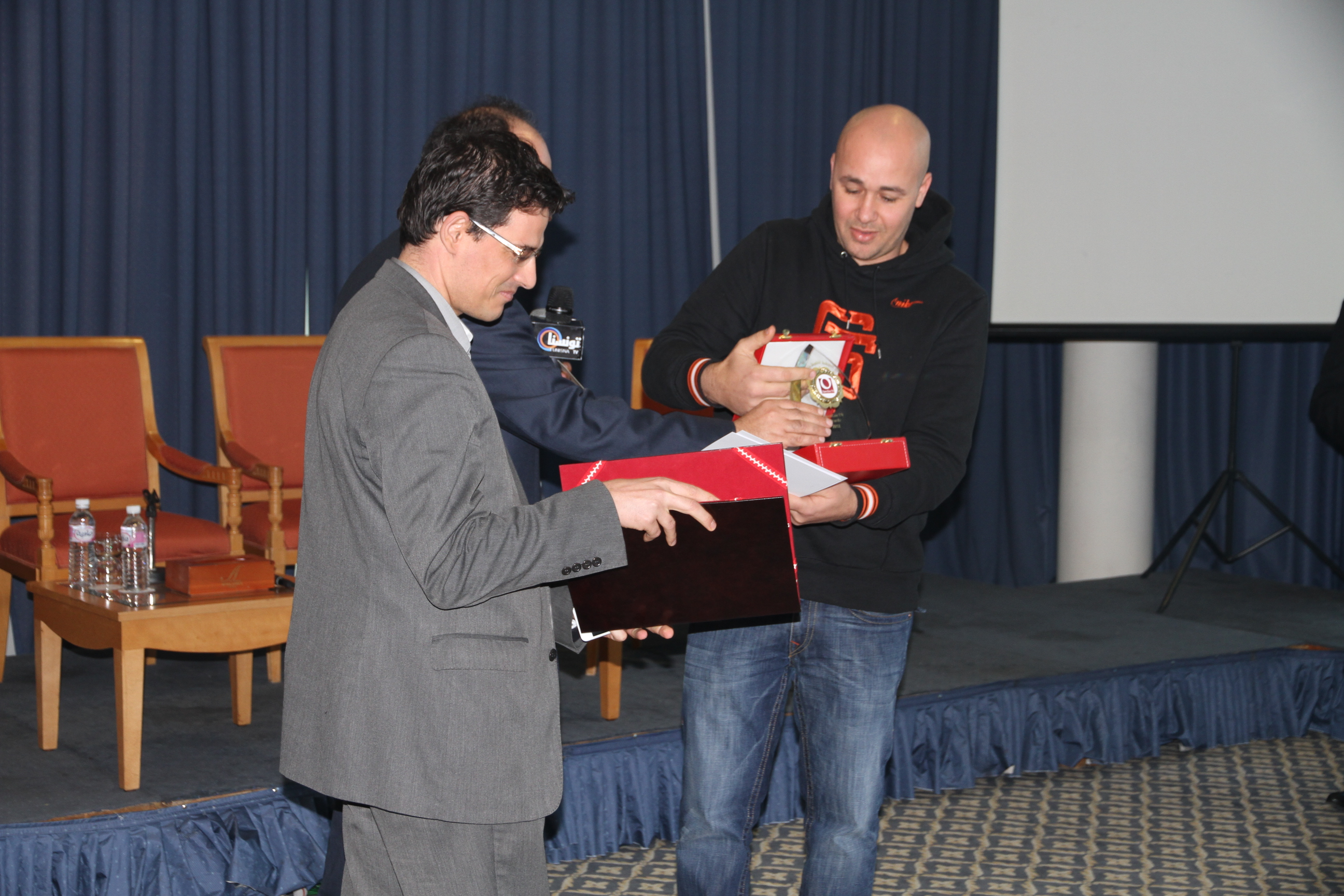
Remise du prix OpenGov 2013 à Chakchouk en tant que directeur de l'ATI.

Peu de semaines après la révolution tunisienne de 2011, Chakchouk est nommé à la tête de l'Agence tunisienne d'Internet (ATI), où il a pu mettre en place le plan de transformation difficile de cette entreprise, en diversifiant les services basés sur une redéfinition de son rôle et plus tard en créant le point d'échange Internet tunisien, tout en incitant à l'instauration d'un dialogue ouvert et transparent sur la gouvernance d'Internet dans le pays. Il est également membre du conseil d'administration de l'Office national de la télédiffusion, et ce entre 2010 et 2013.
Moez Chakchouk est nommé président-directeur général de la Poste tunisienne, le 22 avril 2015. Toutefois, il ne s'éloigne pas de l'Internet tunisien puisqu'il devient président de l'Association tunisienne de libre-échange d'Internet qui gère le point d'échange Internet TunIXP.

### Carrière à l'international et engagement civil
Moez Chakchouk est reconnu à l'échelle internationale en tant qu'expert dans le domaine des nouvelles technologies de l'information et de la communication,, la régulation ainsi que la gouvernance d'Internet. Avec plusieurs organisations internationales travaillant dans ces domaines, il anime d'importants forums et conférences traitant de ces sujets à l'échelle locale, régionale et mondiale,. À partir de janvier 2014, il est membre de la prestigieuse Commission globale sur la gouvernance d'Internet. En tant que conférencier, il se fait remarquer particulièrement par le biais de son plaidoyer international pour un nouveau modèle de gouvernance inclusive de la cyber-sécurité.

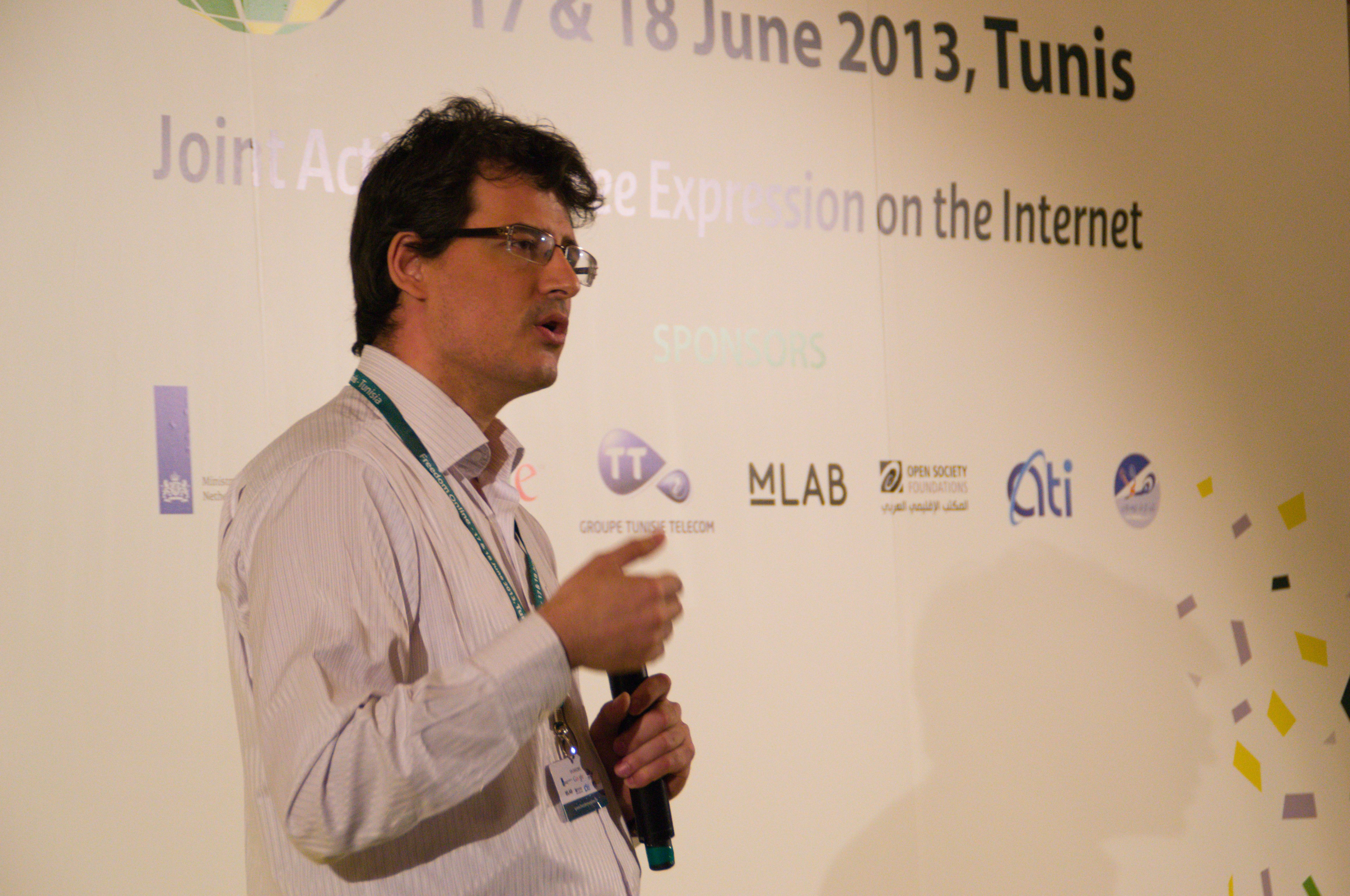
Moez Chakchouk à la troisième Freedom Online Conference à Tunis.

Chakchouk est un fervent défenseur des libertés numériques, ainsi que de la promotion de l'engagement communautaire dans le développement de l'Internet en Tunisie. En 2011, par conviction, il s'oppose fermement au retour de la censure et de la surveillance d'Internet en Tunisie, et a d'ailleurs remporté le procès intenté à l'ATI.
En juin 2013, alors qu'il préside le comité d'organisation de la Freedom Online Conference, il lance un laboratoire d'innovation, le 404Labs, ouvert à la société civile, remplaçant ainsi le lieu jadis symbole de la surveillance et de la censure.
Moez Chakchouk, en tant que membre de l'Association pour la culture numérique libre (CLibre), a par ailleurs aidé à concrétiser la réalisation du premier réseau communautaire sans fil installé en Tunisie, dans la ville de Sayada.
Le 29 mars 2018, il rejoint la direction de l'Unesco en tant que sous-directeur général pour la communication et l'information.
Son nom figure sur la liste des ministres proposée par Hichem Mechichi, le 24 août 2020, pour prendre la tête du ministère du Transport et de la Logistique.

### Vie privée
Moez Chakchouk est marié et père de deux enfants.